# Dimitri Terzakis
Dimitri Terzakis (griechisch Δημήτρης Τερζάκης, * 12. März 1938 in Athen) ist ein deutsch-griechischer Komponist.

## Leben
Er wurde 1938 als Sohn des Schriftstellers Angelos Terzakis in Athen geboren. Terzakis studierte von 1957 bis 1964 Komposition und Musiktheorie bei Yannis Papaioannou am Athener Konservatorium. Von 1958 bis 1962 studierte er außerdem Politik- und Rechtswissenschaften an der Athener Gesamthochschule. Von 1965 bis 1970 studierte er Komposition bei Bernd Alois Zimmermann und Elektronische Musik bei  Herbert Eimert an der Hochschule für Musik Köln.
Von 1968 bis 1994 war er Dozent für Musiktheorie, Kontrapunkt und Fuge an der Pädagogischen Hochschule in Köln. Von 1974 bis 1989 hatte er einen Lehrauftrag am Robert Schumann-Institut der Musikhochschule Rheinland inne. Als Gastprofessor für Komposition wirkte er von 1985 bis 1986 an der Hochschule der Künste Berlin. Im Jahr 1989 war er Professor für Komposition an der Robert Schumann Hochschule Düsseldorf. Von 1990 bis 1997 war er Leiter der Kompositionsklasse am Konservatorium Bern. Von 1994 bis zu seiner Emeritierung im Jahre 2003 war er Professor für  Komposition an der Hochschule für Musik und Theater „Felix Mendelssohn Bartholdy“ Leipzig. Zu seinen Schülern gehörten Thuon Burtevitz, Jean-Luc Darbellay, Andrés Maupoint, Michael Schneider, Aristides Strongylis, Spiros Mouchagier u. a.
1966 war er Mitbegründer der griechischen Sektion der IGNM. Ab 1972 war er musikalischer Berater des Goethe-Instituts in Athen. Seit 1985 ist Terzakis deutscher Staatsbürger. Er lebt in Leipzig und Nafplio, Griechenland. 2007 wurde er mit der Ehrendoktorwürde des Instituts für Musikwissenschaft und Kunst der Universität von Makedonia geehrt.

## Musik
Er entwickelte eine eigene Tonsprache, die Elemente des altgriechischen Tonsystems benutzt. Damit entstehen tonale Zentren, die nicht zum Dur-Mollsystem gehören. Ein prägendes Erlebnis für seine Musik waren seine zahlreichen Besuche auf dem heiligen Berg Athos und die dort praktizierte Musik der griechisch-orthodoxen Kirche, deren Tonsystem Nachfolger des antiken ist. Dort habe er begriffen, so sagt er, dass es nicht komplizierter technischer Mittel bedürfe, um gute Musik zu komponieren. Terzakis’ Musik versucht, die mikrotonalen Unterteilungen der griechisch-antiken Musiktradition auf das westliche Instrumentarium zu übertragen, und verzichtet auf komplizierte Vertikale, da diese nicht mit den Mikrointervallen kompatibel ist. Das Hauptelement seiner Musik ist die Melodik. Dadurch hebt sie sich von der mitteleuropäischen ab.
Seine Kompositionen wurden u. a. von Tabea Zimmermann, Werner Jacob, Igor Ozim, Ernest Bour, Hans Zender, Brigitte Fassbaender, Péter Eötvös, Tatjana Masurenko, Karan Armstrong, Kolja Lessing, Saschko Gawriloff, Siegfried Palm, Almut Rößler, Alfons Kontarsky, dem Artemis Quartett, dem Leipziger Streichquartett, dem Berner Quartett, dem Leonardo Quartett, dem Arditti Quartett, Ernest Bour, Ulf Schirmer und dem Thomanerchor uraufgeführt.

## Werke (Auswahl)
Lieder
- Die Tore der Nacht und des Tages (1987): Auftragswerk der polnischen IGNM-Sektion anlässlich des 50. Todestages von Karol Szymanowski, auf Texte von Parmenides und Jan Kochanowski[1]
- Liturgia profana (1976/77). Für Tenor, gemischten Chor, zwei Celli, Schlagwerk und Santuri, mit Texten aus dem Hohelied Salomonis, der Hymne an Venus von Sappho und dem Ägyptischen Totenbuch.[2]
- Erotikon (1979)
- Ethos B' (1972)
- Die Irrfahrten des Odysseus. Laterna-magica-Musiktheater (2010)
- Nomos dorikos (Klavierquartett; 2011/12)

Klavierwerke
- Katawassia (1971/72)
- Sappho-Fragmente (1977)

Oktette
- Oktoechos (1987–89)

Streichquartette
- Streichquartette Nr. 1–5 (1969–1999)

Sonstiges
- Hero und Leander (2002/03). Rapsodia für Sprecher, Viola, Klavier und Tonband auf Texte von Ovid und Friedrich Schiller. Das Stück zitiert außerdem Herrmanns Filmmusik zu Kap der Angst.[3]